# Nizozemsko na Zimních olympijských hrách 1968
Nizozemsko na Zimních olympijských hrách 1968 reprezentovalo 11 sportovců (5 mužů a 6 žen) v 2 sportech.

## Medailisté
| Medaile | Jméno                   | Sport          | Disciplína   |
| ------- | ----------------------- | -------------- | ------------ |
| Zlato   | Kees Verkerk            | Rychlobruslení | Muži 1 500 m |
| Zlato   | Carry Geijssenová       | Rychlobruslení | Ženy 1 000 m |
| Zlato   | Ans Schutová            | Rychlobruslení | Ženy 3 000 m |
| Stříbro | Ard Schenk              | Rychlobruslení | Muži 1 500 m |
| Stříbro | Kees Verkerk            | Rychlobruslení | Muži 5 000 m |
| Stříbro | Carry Geijssenová       | Rychlobruslení | Ženy 1 500 m |
| Bronz   | Peter Nottet            | Rychlobruslení | Muži 5 000 m |
| Bronz   | Stien Baasová-Kaiserová | Rychlobruslení | Ženy 1 500 m |
| Bronz   | Stien Baasová-Kaiserová | Rychlobruslení | Ženy 3 000 m |